# Майкл Карбахаль
Майкл Карбахаль (англ. Michael Carbajal; 17 вересня 1967) — американський професійний боксер, срібний призер Олімпійських ігор, чемпіон світу за версіями IBF (1990—1994, 1996—1997), WBC (1993—1994) та WBO (1994, 1999) в першій найлегшій вазі.
2006 року був прийнятий до Міжнародної зали боксерської слави.

## Аматорська кар'єра
На Панамериканських іграх 1987 переміг Коліна Мур (Гаяна) та чемпіона світу 1986 Хуана Торрес Оделін (Куба), а у фіналі програв Луїсу Роман Ролону (Пуерто-Рико).
На Олімпійських іграх 1988 завоював срібну медаль.
- В 1/16 фіналу переміг О Кван Су (Південна Корея) — 3-2
- В 1/8 фіналу переміг Данг Хіеу Хіен (В'єтнам) — RSC-1
- У чвертьфіналі переміг Скотта Олсона (Канада) — 5-0
- У півфіналі переміг Роберта Ішасегі (Угорщина) — 4-1
- У фіналі програв Івайло Марінову (Болгарія) — 0-5

## Професіональна кар'єра
Дебютував на профірингу 24 лютого 1989 року в андеркарді бою між Айреном Барклі і Роберто Дюраном. Першим суперником став майбутній чемпіон світу за версією WBO в першій найлегшій вазі Вілл Грігсбі (США). 4-раундовий поєдинок завершився перемогою Карбахала одностайним рішенням суддів.
В дванадцятому поєдинку 18 лютого 1990 року завоював титул чемпіона NABF в першій найлегшій вазі.
29 липня 1990 року в бою проти тайця Муангчай Кіттікасем технічним нокаутом в сьомому раунді завоював титул чемпіона світу за версією IBF в першій найлегшій вазі. Впродовж 1990—1992 років провів дванадцять переможних боїв, шість з яких були захистами титулу.
13 березня 1993 року зустрівся в об'єднавчому бою з чемпіоном WBC мексиканцем Умберто Гонсалесом. Карбахаль нокаутував Гонсалеса в сьомому раунді, ставши об'єднаним чемпіоном. Журнал «Ринг» цей поєдинок визнав боєм 1993 року, а самого Карбахала — боксером 1993 року.
Здобувши дві перемоги технічним нокаутом в захистах титулів проти Кім Гван Сон (Південна Корея) та Домінго Соса (Домініканська Республіка), 19 лютого 1994 року зустрівся в реванші з Умберто Гонсалесом і зазнав першої поразки одностайним рішенням суддів.
Після перемоги над Абнером Барахасом (Мексика) в бою проти пуерториканця Хосуе Камачо 15 липня 1994 року завоював титул чемпіона світу за версією WBO в першій найлегшій вазі, від якого відмовився заради третього бою з Умберто Гонсалесом. Суперники зустрілися 12 листопада 1994 року і перемога рішенням більшості суддів знов була на боці мексиканця.
Здобувши сім перемог поспіль, 16 березня 1996 року в бою за вакантний титул чемпіона світу за версією IBF в першій найлегшій вазі зустрівся з мексиканцем Мельчором Коб Кастро і здобув перемогу одностайним рішенням суддів. Провівши чотири переможних поєдинки, два з яких були захистами титулу, 18 січня 1997 року зустрівся в бою з непереможним до того колумбійцем Маурісіо Пастрана і програв розділеним рішенням.
22 березня 1997 року в бою проти Скотта Олсона (Канада) завоював вакантний титул чемпіона світу за маловідомою версією IBA в першій найлегшій вазі, який втратив в наступному бою 18 липня 1997 року, програвши технічним нокаутом південноафриканцю Джейкобу Матлала.
1999 року провів чотири поєдинки, в яких здобув перемоги над першим чемпіоном світу WBO в першій найлегшій вазі пуерториканцем Хосе де Хесусом, Оскаром Ендредом, Оскаром Кальзада і 31 липня 1999 року технічним нокаутом в одинадцятому раунді над чинним чемпіоном світу WBO в першій найлегшій вазі мексиканцем Хорхе Арсе. Карбахаль став чемпіоном світу вп'яте і у серпні того ж року, відмовившись від титулу, оголосив про завершення кар'єри.

## Таблиця боїв
| 49 Перемог (33 нокаутом, 16 за рішенням), 4 Поразки (1 нокаутом, 3 за рішенням) |               |                     |        |            |                   |                                                       | |
| №                                                                               | Результат     | Противник           | Спосіб | Раунд, час | Дата              | Місце проведення                                      | Примітки |
| 53                                                                              | Перемога 49-4 | Хорхе Арсе          | TKO    | 11 (12)    | 31 липня 1999     | Plaza de Toros El Toreo, Тіхуана                      | Завоював титул чемпіона світу WBO в першій найлегшій вазі.                                                                                   |
| 52                                                                              | Перемога 48-4 | Оскар Кальзада      | TKO    | 4 (12)     | 2 липня 1999      | Convention Hall, Тусон, Аризона                       | Завоював титул WBO latino в першій найлегшій вазі.                                                                                           |
| 51                                                                              | Перемога 47-4 | Оскар Ендред        | UD     | 10         | 8 травня 1999     | Miccosukee Indian Gaming Resort, Маямі, Флорида       | |
| 50                                                                              | Перемога 46-4 | Хосе де Хесус       | RTD    | 6 (10)     | 27 лютого 1999    | India Cultural Center, Тампа, Флорида                 | |
| 49                                                                              | Поразка 45-4  | Джейкоб Матлала     | TKO    | 9 (12)     | 18 липня 1997     | Thomas & Mack Center, Лас-Вегас, Невада               | Втратив титул чемпіона світу IBA в першій найлегшій вазі.                                                                                    |
| 48                                                                              | Перемога 45-3 | Скотт Олсон         | KO     | 10 (12)    | 22 березня 1997   | Memorial Coliseum, Корпус-Крісті, Техас               | Завоював титул чемпіона світу IBA в першій найлегшій вазі.                                                                                   |
| 47                                                                              | Поразка 44-3  | Маурісіо Пастрана   | SD     | 12         | 18 січня 1997     | Thomas & Mack Center, Лас-Вегас, Невада               | Втратив титул чемпіона світу IBF в першій найлегшій вазі (3-й захист Карбахала).                                                             |
| 46                                                                              | Перемога 44-2 | Томас Кордоба       | TKO    | 3 (10)     | 10 грудня 1996    | Memorial Coliseum, Корпус-Крісті, Техас               | |
| 45                                                                              | Перемога 43-2 | Томас Рівера        | KO     | 5 (12)     | 12 жовтня 1996    | Arrowhead Pond, Анагайм, Каліфорнія                   | Захистив титул чемпіона світу IBF в першій найлегшій вазі (2-й захист Карбахала).                                                            |
| 44                                                                              | Перемога 42-2 | Хуліо Коронель      | TKO    | 8 (12)     | 13 вересня 1996   | Knapp Center, Де-Мойн, Айова                          | Захистив титул чемпіона світу IBF в першій найлегшій вазі.                                                                                   |
| 43                                                                              | Перемога 41-2 | Мануель Сарабія     | KO     | 1 (10)     | 14 липня 1996     | Mammoth Gardens, Денвер, Колорадо                     | |
| 42                                                                              | Перемога 40-2 | Мельчор Коб Кастро  | UD     | 12         | 16 березня 1996   | MGM Grand Garden Arena, Парадайз, Невада              | Завоював вакантний титул чемпіона світу IBF в першій найлегшій вазі.                                                                         |
| 41                                                                              | Перемога 39-2 | Мауро Діас          | TKO    | 7 (10)     | 19 лютого 1996    | Club Rio, Темпе, Аризона                              | |
| 40                                                                              | Перемога 38-2 | Франсіско Монтіель  | KO     | 4 (10)     | 16 листопада 1995 | Arizona Veterans Memorial Coliseum, Фінікс, Аризона   | |
| 39                                                                              | Перемога 37-2 | Грегоріо Гарсія     | KO     | 3 (6)      | 16 вересня 1995   | Mirage Hotel and Casino, Лас-Вегас, Невада            | |
| 38                                                                              | Перемога 36-2 | Хосе Квіріно        | KO     | 1 (10)     | 12 серпня 1995    | MGM Grand Garden Arena, Парадайз, Невада              | |
| 37                                                                              | Перемога 35-2 | Андрес Казарес      | RTD    | 5 (10)     | 20 червня 1995    | Bakersfield Civic Auditorium, Бейкерсфілд, Каліфорнія | |
| 36                                                                              | Перемога 34-2 | Франсіско Карраско  | KO     | 4 (10)     | 24 травня 1995    | Bakersfield Civic Auditorium, Бейкерсфілд, Каліфорнія | |
| 35                                                                              | Перемога 33-2 | Армандо Діас        | UD     | 10         | 1 квітня 1995     | Buffalos Bill’s Star Arena, Прімм, Невада             | |
| 34                                                                              | Поразка 32-2  | Умберто Гонсалес    | MD     | 12         | 12 листопада 1994 | Monumental Plaza de Toros Mexico, Мехіко              | Бій за титули чемпіона світу WBC та IBF в першій найлегшій вазі.                                                                             |
| 33                                                                              | Перемога 32-1 | Хосуе Камачо        | UD     | 12         | 15 липня 1994     | America West Arena, Фінікс, Аризона                   | Завоював титул чемпіона світу WBO в першій найлегшій вазі.                                                                                   |
| 32                                                                              | Перемога 31-1 | Абнер Барахас       | TKO    | 3 (10)     | 8 квітня 1994     | Hilton Hotel, Лафлін, Невада                          | |
| 31                                                                              | Поразка 30-1  | Умберто Гонсалес    | SD     | 12         | 19 лютого 1994    | Great Western Forum, Інглвуд, Каліфорнія              | Втратив титули чемпіона світу IBF (10-й захист Карбахала) та WBC (3-й захист Карбахала) в першій найлегшій вазі.                             |
| 30                                                                              | Перемога 30-0 | Домінго Соса        | TKO    | 5 (12)     | 30 жовтня 1993    | America West Arena, Фінікс, Аризона                   | Захистив титули чемпіона світу IBF (9-й захист Карбахала) та WBC (2-й захист Карбахала) в першій найлегшій вазі.                             |
| 29                                                                              | Перемога 29-0 | Кім Гван Сон        | TKO    | 7 (12)     | 17 липня 1993     | Caesars Palace, Парадайз, Невада                      | Захистив титули чемпіона світу IBF (8-й захист Карбахала) та WBC (1-й захист Карбахала) в першій найлегшій вазі.                             |
| 28                                                                              | Перемога 28-0 | Умберто Гонсалес    | KO     | 7 (12)     | 13 березня 1993   | Hilton Hotels & Resorts, Лас-Вегас, Невада            | Захистив титул чемпіона світу IBF (7-й захист Карбахала) в першій найлегшій вазі. Завоював титул чемпіона світу WBC в першій найлегшій вазі. |
| 27                                                                              | Перемога 27-0 | Робінзон Куеста     | TKO    | 8 (12)     | 12 грудня 1992    | America West Arena, Фінікс, Аризона                   | Захистив титул чемпіона світу IBF (6-й захист Карбахала) в першій найлегшій вазі.                                                            |
| 26                                                                              | Перемога 26-0 | Хосе Мануель Діас   | RTD    | 7 (10)     | 14 жовтня 1992    | Rosemont Horizon, Роузмонт, Іллінойс                  | |
| 25                                                                              | Перемога 25-0 | Хорхе Луїс Роман    | UD     | 10         | 13 серпня 1992    | Arizona Veterans Memorial Coliseum, Фінікс, Аризона   | |
| 24                                                                              | Перемога 24-0 | Хосе Луїс Веларде   | UD     | 10         | 30 квітня 1992    | Tingley Coliseum, Альбукерке, Нью-Мексико             | |
| 23                                                                              | Перемога 23-0 | Маркос Пачеко       | UD     | 12         | 17 лютого 1992    | Civic Plaza, Фінікс, Аризона                          | Захистив титул чемпіона світу IBF (5-й захист Карбахала) в першій найлегшій вазі.                                                            |
| 22                                                                              | Перемога 22-0 | Хесус Чонг          | UD     | 10         | 18 жовтня 1991    | Convention Center, Атлантік-Сіті, Нью-Джерсі          | |
| 21                                                                              | Перемога 21-0 | Ектор Патрі         | UD     | 12         | 10 травня 1991    | John O’Donnell Stadium, Давенпорт, Айова              | Захистив титул чемпіона світу IBF (4-й захист Карбахала) в першій найлегшій вазі.                                                            |
| 20                                                                              | Перемога 20-0 | Хав'єр Варгес       | UD     | 12         | 17 березня 1991   | Bally’s Las Vegas, Лас-Вегас, Невада                  | Захистив титул чемпіона світу IBF (3-й захист Карбахала) в першій найлегшій вазі.                                                            |
| 19                                                                              | Перемога 19-0 | Макаріо Сантос      | KO     | 2 (12)     | 17 лютого 1991    | Caesars Palace, Парадайз, Невада                      | Захистив титул чемпіона світу IBF (2-й захист Карбахала) в першій найлегшій вазі.                                                            |
| 18                                                                              | Перемога 18-0 | Леон Салазар        | KO     | 4 (12)     | 8 грудня 1990     | Rawhide Western Theme Park, Scottsdale, Аризона       | Захистив титул чемпіона світу IBF (1-й захист Карбахала) в першій найлегшій вазі.                                                            |
| 17                                                                              | Перемога 17-0 | Луїс Монзоте        | KO     | 5 (10)     | 25 жовтня 1990    | Rawhide Western Theme Park, Scottsdale, Аризона       | |
| 16                                                                              | Перемога 16-0 | Оскар Кальзада      | TKO    | 3 (10)     | 20 вересня 1990   | Bally’s Las Vegas, Лас-Вегас, Невада                  | |
| 15                                                                              | Перемога 15-0 | Муангчай Кіттікасем | TKO    | 7 (12)     | 29 липня 1990     | Arizona Veterans Memorial Coliseum, Фінікс, Аризона   | Завоював титул чемпіона світу IBF в першій найлегшій вазі.                                                                                   |
| 14                                                                              | Перемога 14-0 | Фернандо Мартінес   | TKO    | 9 (12)     | 14 червня 1990    | The Holiday Casino, Лас-Вегас, Невада                 | Захистив титул NABF в першій найлегшій вазі.                                                                                                 |
| 13                                                                              | Перемога 13-0 | Рауль Акоста        | UD     | 10         | 1 квітня 1990     | Caesars Tahoe, Стейтлайн, Невада                      | |
| 12                                                                              | Перемога 12-0 | Тоні ДеЛука         | UD     | 12         | 18 лютого 1990    | Civic Plaza, Фінікс, Аризона                          | Завоював титул NABF в першій найлегшій вазі.                                                                                                 |